# フラウナ
フラウナ(Flaouna)は、チーズをフィリングとしたキプロスのペイストリーである。レーズンやゴマを用いることもある。伝統的に復活祭の日のために作られる。地域によっては、vlaouna、fesoudki（カラバス）、aflaouna（カルパス半島）等とも呼ばれる。

## 歴史
フラウナは、伝統的に、キプロスやギリシャの一部（特にアルカディア県）また、ギリシャ人のディアスポラの時代にはより広い範囲で、四旬節の断食明けを祝って、復活祭の日曜日に祝いの食物として食べるために聖金曜日に作られた。復活祭の日にパンの代わりに食べ、それから1週間に渡って食べるために作り続けた。フラウナ作りは、しばしば何世代にも共有される家族の伝統であった。
ギネス・ワールド・レコーズは、世界最大のフラウナの記録を収録している。この記録は、2012年4月11日に、リマソールのカルフールで達成された、長さ2.45 m、幅1.24 m、重さ259.5 kgのものである。これを記念して、この日のキプロス国内のカルフールでのフラウナの売上げの20%がチャリティーとされた。
フラウナは、イギリスのテレビ番組『ブリティッシュ ベイクオフ』の第6シーズンで、テクニカルチャレンジの題材として出題された。
フラウナという名前は、古代ギリシャ語で「保存されたケーキ」または「ドライフルーツ」を意味するπαλάθηに由来する。

## レシピ
フラウナは、マスティック・ガム、マハレブ、スペアミント等で風味付けしたチーズのフィリングを詰めたペイストリーである。食感は、パート・ブリゼに似ていると言われる。フィリングは、伝統的に、パフォス地区で作られるtiri flaounasというヒツジやヤギのチーズをメインとし、グラビエラ、ハルーミ、アナリチーズ、ケファロティリ等のチーズも混ぜることがある。熱いままでも冷たくしても食べる。島内の地域により、塩味のものや甘いもの等、様々なレシピがある。ゴマをふりかけたり、チーズにレーズンを混ぜることもある。